# 斯泰爾SSG 08狙擊步槍
斯泰爾SSG 08（德語：Scharfschützengewehr 08，意為：08式狙擊步槍）是一款由奥地利斯泰爾-曼利夏所研製及生產的旋转后拉式枪机狙擊步槍，是斯泰爾SSG 04的改進型，可發射.243溫徹斯特（.243 Win，6.2×52毫米）、7.62×51毫米北約（或是民用狩獵市場的.308溫徹斯特）、.300溫徹斯特麥格農（.300 Win Mag，7.62×67毫米）和.338拉普麥格農（.338 Lapua Mag，8.6×70毫米或8.58×70毫米）口徑步枪子彈。

## 歷史
進入21世紀，九一一襲擊事件發生之後，斯泰爾-曼利夏公司決定研製可以適用於反恐部隊的新型高精度狙擊步槍以取代SSG 69。2004年，斯泰爾-曼利夏公司推出了SSG 04。可是，SSG 04的出現卻沒有令反恐部隊滿意。斯太爾-曼利夏公司開始與奧地利反恐特種部隊，眼鏡蛇作戰司令部（德文：Einsatzkommando Cobra，簡稱：EKO Cobra）合作，準備研發便攜性良好的新型狙擊步槍，研發目的是打擊現代恐怖主義和組織犯罪，無論是乘坐裝甲車輛還是直升飛機都能使用，而且要擁有超一流的高精度。斯泰爾SSG 08最終在2008年推出。
在2010年全國步槍協會的年度會議上，斯泰爾發表了SSG 08的.338拉普麥格農（.338 Lapua Mag，8.6×70毫米或8.58×70毫米）口徑版本。為了適應.338拉普麥格農子彈的尺寸，槍機、彈匣以及槍托的尺寸亦相應加大。

## 設計細節

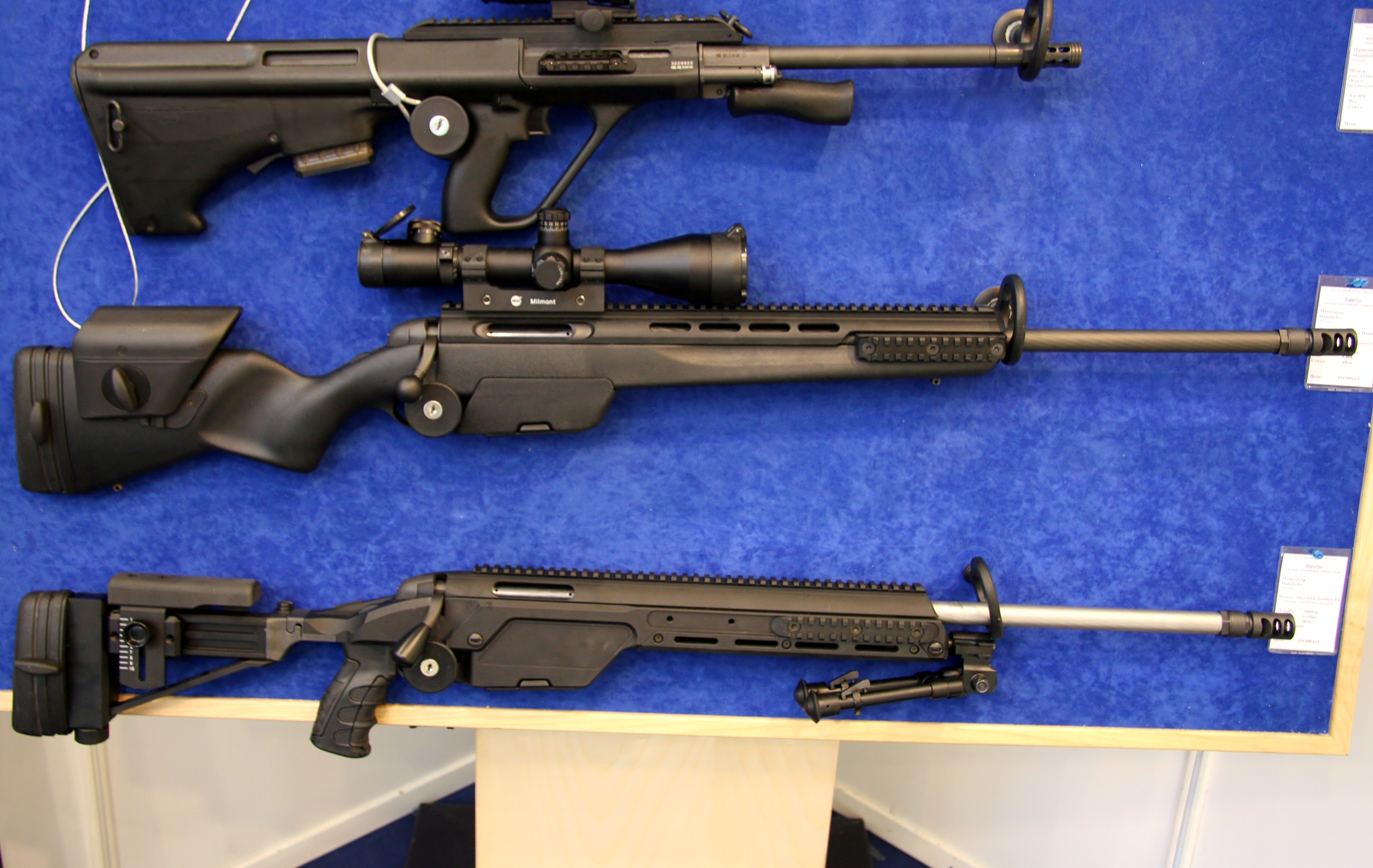
2011年俄羅斯國際軍警安防設備展（Interpolitex 2011）上的斯泰爾步槍展出槍，最下那枝是SSG 08。

SSG 08採用了與其前身SSG 04相同的斯泰爾SBS 96的“保險槍機”、冷鍛法製造的槍管、扳機組件和彈匣，但換裝上鋁合金製向左折疊式連完全可調整托腮板（高度調整）和底板型槍托以及利用前護木兩側和底部的UIT插槽並且以螺絲在不同位置裝上不同長度的MIL-STD-1913戰術導軌。生產商宣稱SSG 08具有在發射高精度彈藥以下少於1MOA的精度。

### 口徑
為了使狙擊手能夠執行不同的作戰任務，斯泰爾-曼利夏公司為這款狙擊步槍設計了4種不同口徑。
第一種口徑是.308溫徹斯特（.308 Win，7.62×51毫米北約）口徑，這種口徑的SSG 08狙擊步槍是唯一一款有兩種槍管長度可以選擇的型號，分別為600毫米（23.62英吋）和508毫米（20英吋）。槍管帶有4條右旋膛線，膛線纏距為1：10，導程為304毫米。
第二種口徑是.300溫徹斯特麥格農（.300 Win Mag，7.62×67毫米）口徑，發射.300溫徹斯特麥格農步槍子彈。該步槍子彈可以讓狙擊手擁有比傳統7.62×51毫米北約口徑標準步槍子彈更遠的狙擊距離及更大的威力。這種口徑的槍管只有600毫米（23.62英吋）長槍管，帶有4條右旋膛線，導程為254毫米。
第三種口徑是.243溫徹斯特（.243 Win，6.2×52毫米）口徑，配用在軍用領域極為罕見的.243溫徹斯特步槍子彈。這款步槍子彈是在1955年由溫徹斯特公司在.308溫徹斯特步槍子彈基礎上研發的，在彈道上有很好的表現。這款槍型同樣只配備600毫米（23.62英吋）的長槍管，槍管帶有4條右旋膛線，導程同樣是254毫米。
第四種口徑是.338拉普麥格農（.338 Lapua，8.6×70毫米或8.58×70毫米）。該步槍子彈可以讓狙擊手擁有比傳統7.62×51毫米北約口徑和.300溫徹斯特麥格農兩種步槍子彈更遠的狙擊距離及更大的威力。

### 槍管
斯泰爾SSG 08使用比賽等級自由浮動式凹槽錘鍛式製重槍管，槍口以上藉由螺絲裝上的制退器，可以在拆卸以後使用可選擇裝上的消聲器取代。
7.62×51毫米北約標準口徑的SSG 08狙擊步槍可加裝兩種不同長度的槍管。一種是600毫米（23.62英吋）的標準長度槍管，另一種是508毫米（20英吋）的短槍管。
配用標準長度重槍管的SSG 08狙擊步槍全槍長為1,182毫米（46.54英寸），槍托折疊後全槍長只有962毫米（37.87英吋），比一支標準的M16A4步槍稍短。其全槍質量只有5.7公斤（12.57磅），易於攜帶。
而配備短槍管時（即是緊湊型）則全槍長為1,090毫米（42.91英吋），槍托折疊後全槍長只有870毫米（34.25英吋），全槍質量僅5.5公斤（12.13磅），較適合城市反恐作戰。

### 槍機
斯泰爾SSG 08是以斯泰爾SBS的四個正面成對排列鎖耳（分為兩組，每組兩個鎖耳）型旋轉後拉式槍機作為藍本，射擊中可以保持平穩。
SSG 08的核心部件就是斯太爾-曼利夏公司經過長時間研製而成的SBS槍栓（英語：Safe Bolt System，意為：安全槍栓系統）。這槍栓最先讓斯太爾SBS步槍採用，經過多年研發改進，新型SSG08狙擊步槍亦有採用。
SBS槍機頭具有2對對稱的鎖耳。前面的一對較大，而後面的一對相對較小。四個鎖耳比二個有著更好的可靠性。槍機尾部設有待擊指示器，當其處於待擊位置時會向外突出，夜間可以用手觸摸到。
SBS槍機前方設有特殊安全套管，它在向後拉動拉機柄帶動槍機向後時滑至槍機前端包裹住機頭，防止機頭與機匣磕碰，以提高其壽命。
槍機上還帶有4條洩氣凹槽，這4條凹槽形狀各異：槍機上部有1條短凹槽和2條半弧形凹槽，槍機底部有一條反L字形凹槽。這些特別形狀為原廠經過長期試驗得出的“成果”，其可使SBS槍機承受超過一般槍機兩倍以上高壓。
槍機的分解非常簡單，不需要任何工具，槍機尾部具有卡筍，只要按下卡筍向外拉，就可以卸下槍機尾部，抽出擊針組件進行維護。
另外，為了便於攜帶，可將托腮板調至一定高度，向後拉拉機柄並使槍機向左旋轉180°，然後將拉機柄卡在折疊式槍托的托腮板下方。這樣拉機柄就不易勾掛異物，而且節省空間，方便攜行。

### 扳機
斯泰爾SSG 08並沒有採用其他狙擊步槍上常採用的兩道火扳機，出廠時預設扳機扣力設置為16牛頓（3.6磅力）。扳機扣力可通過扳機前方的調節旋鈕在14—18牛頓（3.15—4.05磅力）之間調節，扣壓扳機平滑。

### 保險
斯泰爾SSG 08採用的是滾輪式保險，位於槍機後方，使用者手只需用大拇指撥動滾輪就可以進行調節。滾輪下方紅點露出時為保險解除狀態，可以隨時進行射擊。滾輪上方白點露出時為保險狀態，這時候不可射擊，只可以拉動槍機，從膛室內取出彈藥。滾輪上方同時露出白點和白色方塊而且方塊凸出於滾輪時，不僅處於保險狀態，連槍機也會被鎖住，這時稍向下按壓拉機柄會把拉機柄也被鎖住。

### 護木
斯泰爾SSG 08的護木兩側均帶有一小段MIL-STD-1913戰術導軌，除了出廠時加裝的小段導軌外，護木上還預留了可以自行安裝導軌的位置。護木前方的折疊式Versa-Pod兩腳架可快速裝上及拆卸。

### 手槍握把
斯泰爾SSG 08所具有的手指凹槽設計的手槍握把是其兩個採用一體式槍托及護木式設計的前身（SSG 69和SSG 04）所沒有的。SSG 08在槍托前端下方設計的握把就徹底解決了這個問題。
為了進一步提升其人機工效，SSG 08的手槍握把使用了模塊化設計以適應個別需要。手槍握把前方和後方可以分別通過更換可更換式前方握把片（光滑表面、手指凹槽和三個手指凹槽）和後方握把片（小、中和大）以調節其大小，兩者皆有各種尺寸。這樣可以讓不同手形的使用者選擇最適合自己的握把，大大提升了射手握持的舒適性。
中空的手槍握把內部還可作為附件存儲空間，讓使用者可以用以在內放置电池或是備用彈藥。

### 槍托
斯泰爾SSG 08的折疊式可調節槍也具有其人機工效。鋁合金製槍托是由高級航空鋁合金所製造，以減輕其重量及提高耐用性。槍托最前方與機匣連接部位有一個按鈕，按下該按鈕即可以向左側將槍托折疊。
SSG 08具有三個可調節處。第一個是槍托上帶有托腮板（高度調整，有高度標記指示），不需要使用工具就可以調節高度，調節範圍在0—380毫米（0—14.96英吋）之內。槍托右側刻有1—10的刻度，方便使用者記住其適合高度。托腮板還可以調節其傾斜度，可以利用扳手調節托腮板向右傾斜還是向左傾斜。
第二個是槍托尾部的橡膠製緩衝墊狀槍托底板（英語：Buttplate，高度調整），它可以進行上下調節，這樣使用者可以調整其抵肩高度。調節時只需要手動旋轉右側的旋鈕，就可以進行上下調節。槍托底板還可以更換以縮短或是增加槍托（以及全槍）的長度。
第三個是槍托底板下方的伸縮式後腳架，可作為狙擊步槍的駐鋤。後腳架與前端的兩腳架相配合，可以讓SSG 08自行穩定在射擊位置上，這樣使用者可在執行觀察任務時充分休息，無需時時刻刻端著狙擊步槍，有助於保存體力。
這個多種調節功能的多功能折疊式槍托可是斯泰爾SSG 08最顯著和最昂貴的部件，亦是與SSG 04最主要主要區別。

### 供彈方式
斯泰爾SSG 08是由一個可拆卸的雙排式彈匣從下機匣彈匣口供彈，取代過去的狙擊步槍沿用自獵用步槍設計的固定彈倉，讓射手即使要面對大量目標也能夠維持不會很快就中斷的火力。彈匣卡筍位於彈匣底部兩側，必須用兩個手指同時按壓兩側卡筍才能取下彈匣，這樣就確保了彈匣不會被誤操作，或者是被磕碰而滑落。
不同口徑的彈匣容量都不同，.308溫徹斯特（.308 Win，7.62×51 NATO）和.243溫徹斯特（.243 Win，6.2×52毫米）口徑的彈匣容彈量為10發，.300溫徹斯特麥格農（.300 Win Mag，7.62×67毫米）口徑為8發，而.338拉普麥格農（.338 Lapua Mag，8.6×70毫米或8.58×70毫米）口徑則為6發。

### 瞄準具及附件
斯泰爾SSG 08一般裝有折疊式Versa-Pod兩腳架和裝在後方槍托內並可高度調整的後腳架，幫助穩定射擊。護木下方還可以安裝Z型單腳架，為使用者在不同位置進行瞄準時提供更好的支撐。前槍背帶環位於護木右側前方，而後槍背帶環則位於機匣右側、彈匣插座上方位置。
機匣和前托的頂部（12點位置）裝有全長的MIL-STD-1913戰術導軌，SSG 08沒有內置其機械瞄具，必須利用其機匣頂部所設有的一條全長式MIL-STD-1913戰術導軌安裝日間／夜間望遠式狙擊鏡、光学瞄准镜、反射式瞄準鏡、棱鏡式瞄準鏡、夜視儀、热成像仪和／或以戰術導軌安裝的機械瞄具作為斯泰爾SSG 08的瞄準具。SSG 08也可將原來的戰術導軌換裝為帶延長戰術導軌的長機匣，這樣可以適配安裝較長的瞄準鏡和／或使用流行的前後串連式安裝配置模式擴大瞄準具附件的加裝應用模式。

## 衍生型

### SSG 08緊湊型
SSG 08緊湊型（德語：Scharfschützengewehr 08 Compact，意為：08式緊湊型狙擊步槍）是SSG 08的縮短型。只有7.62×51毫米北約口徑型。

## 使用國

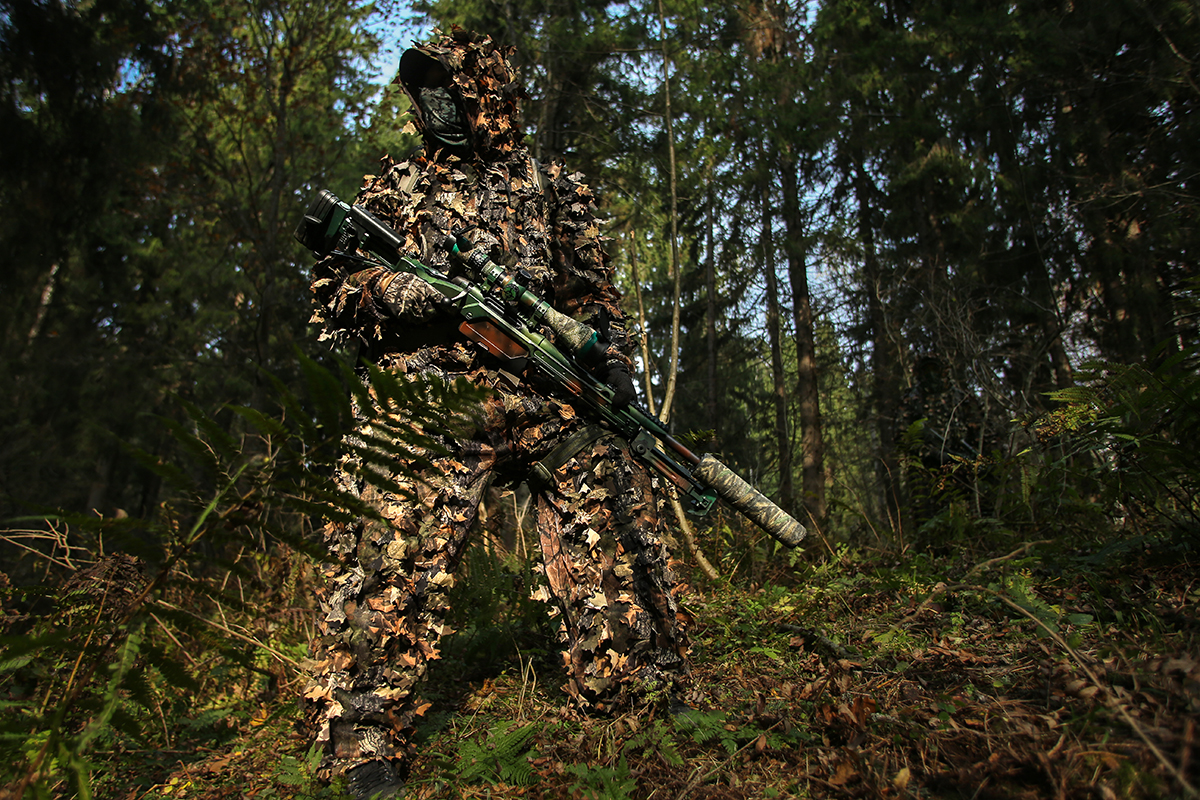
裝備SSG 08的SSO狙擊手

- 奥地利
  - 奧地利聯邦內務部眼鏡蛇作戰司令部[2]
- - 克羅地亞共和國武裝部隊特種部隊[5]
- 德国
- 希腊
- 印度
- 印度尼西亞
- - 朝鮮人民軍特種作戰軍
- 挪威[6]
- 俄羅斯
  - 俄羅斯空降軍
  - 俄羅斯海軍步兵
  - 格魯烏特種部隊
  - 俄羅斯聯邦武裝力量特種作戰部隊
  - 聯邦警衛局
- 土耳其
  - 警察特別行動小組[7]

## 登場作品

### 電子遊戲
- 2012年—：為CS:GO新加入的武器，用以替代前作的斯泰爾斥候步槍，型號為SSG 08，命名為「SSG 08」。

## 資料來源
1. 1 2 3 4  .   [2011-09-27]. （原始内容存档于2019-04-24）.
2. 1 2 3 4 5  .   [2011-09-27]. （原始内容存档于2012-04-27）.
3. 1 2  Steyr Australia - Steyr SSG 08[永久]
4. 1 2  .   [2011-09-27]. （原始内容存档于2019-11-29）.
5. ↑  . Instagram.   [2016-05-31]. （原始内容存档于2018-07-10）.
6. ↑  .   [2018-09-20]. （原始内容存档于2019-08-13）.
7. ↑  .   [2014-08-06]. （原始内容存档于2020-11-04）.

- （英文）—Modern Firearms—Steyr-Mannlicher SSG 08 sniper rifle （页面存档备份，存于）
- （英文）—Steyr Mannlicher – official page – USA (Steyr SSG 08) （页面存档备份，存于）
- （英文）—Steyr Mannlicher – official page (Steyr SSG 08) （页面存档备份，存于）

## 外部連結
- （英文）—The Firearm Blog.com—Steyr SSG 08 now in .338 Lapua Magnum （页面存档备份，存于）
- （英文）—Shooting Times.com—Mission-Specific: Steyr’s SSG 08 （页面存档备份，存于）
- （英文）—Tactical-Life.com—
  - FIRST LOOK: STEYR’s NEW SSG08 （页面存档备份，存于）
  - ELITE .308 SNIPER （页面存档备份，存于）
  - Steyr Warriors | Review （页面存档备份，存于）
- （英文）—Daily Bulletin—NEW Steyr SSG 08 Showcases Sophisticated Design Features （页面存档备份，存于）
- （英文）—GunBlog.com—Steyr SSG 08 in .338 Lapua Magnum （页面存档备份，存于）
- （英文）—Review of Steyr-SSG-08 for The Shamrock Aim & Game Gun Club
- （英文）—Mission-Specific: Steyr's SSG 08
- （英文）—YouTube上的Steyr SSG 08 Tactical Rifle
- （英文）—YouTube上的SHOT Show 2011 Video: Steyr SSG 08 .338 Lapua Mag
- （英文）—YouTube上的Sighting in Sniper Rifle Steyr SSG 04 SSG 08
- （简体中文）—輕兵器—系出名门续写辉煌——斯太尔SSG08高精度狙击步枪（一）
- （简体中文）—槍炮世界—SSG08狙击步枪 （页面存档备份，存于）